# Isadora Duncan
Angela Isadora Duncan (San Francisco, 27 maggio 1877 – Nizza, 14 settembre 1927) è stata una danzatrice statunitense, considerata una tra le più significative precorritrici della cosiddetta "danza moderna", che contribuì ad avviare.

## Biografia
Nata a San Francisco, ultima di quattro figli, da madre irlandese (Mary Isadora Gray) e padre scozzese (Joseph Charles Duncan, che abbandonò la famiglia quando lei aveva tre anni dopo uno scandalo bancario) , trascorse gli anni dell'infanzia tra le note dei brani di musica classica suonati dalla madre, insegnante di pianoforte. Fu educata allo spirito di libertà e d'indipendenza. Ebbe un'esistenza assai movimentata, trascorsa in gran parte sul suolo europeo, alternando i successi artistici a delusioni personali ed eventi luttuosi, tra cui la morte prematura dei due figli Deirdre e Patrick, che nel 1913, a 7 e 3 anni, annegarono tragicamente nelle acque della Senna assieme alla loro governante. 

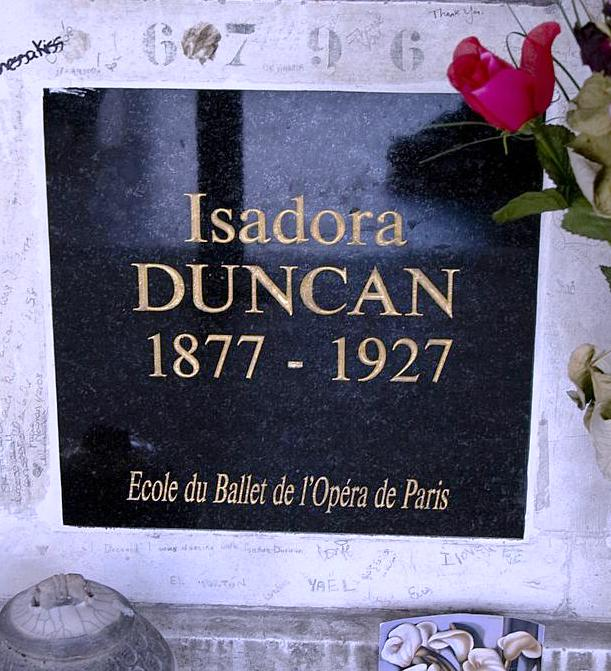
La tomba di Isadora Duncan nel cimitero di Père-Lachaise

Fu una donna emancipata ed ebbe intense relazioni affettive, tra cui quella con l'attore e regista Edward Gordon Craig (dal quale ebbe la figlia Deirdre Beatrice Craig), quella con il facoltoso industriale Paris Eugene Singer, un figlio del fondatore della fabbrica di macchine da cucire Singer (dal loro rapporto nacque Patrick Augustus Singer) e quella con il poeta Sergej Esenin, diciotto anni più giovane di lei: lo conobbe nell'autunno del 1921 durante la permanenza in Russia, nello studio del pittore Georgij Jakulov e lo sposò il 2 maggio del 1922. La Duncan, però, conosceva solo una dozzina di parole russe ed Esenin non parlava alcuna lingua straniera: insieme girarono l'Europa e l'America, ma la loro burrascosa relazione finì l'anno successivo ed Esenin tornò in Russia (due anni dopo, nel dicembre 1925 Esenin morì suicida nell'hotel "Angleterre" di Leningrado).
Negli ultimi anni della sua vita, la fama che l'aveva sempre accompagnata iniziò a declinare. Nell'ultima tournée in America i critici non risparmiarono critiche impietose ai suoi capelli tinti e alla sua figura ormai appesantita. Tornata ancora una volta in Europa, si divise tra Nizza e Parigi, spesso ubriaca e con problemi economici.

### La morte
Duncan morì tragicamente il 14 settembre 1927, all'età di 50 anni, a Nizza, strangolata dalla lunga sciarpa che indossava che si impigliò fatalmente nei raggi della ruota posteriore di una Bugatti Type 35 o 37, ma secondo altre fonti una Amilcar CGSS, di foggia molto simile, sulla quale era appena salita, salutando gli amici con una frase rimasta famosa: «Adieu, mes amis. Je vais à la gloire!» (trad. Addio, amici, vado verso la gloria!). Tale dettaglio fu riportato dall'amica Mary Desti che però in seguito confidò allo scrittore Glenway Wescott, di aver mentito al riguardo: le ultime parole che la Duncan pronunciò furono, probabilmente, «Je vais à l'amour» (trad. "Sono innamorata" ma anche "Vado verso l'amore"), riferendosi a Benoît Falchetto, il conducente dell'auto con il quale stava andando verso il proprio albergo. Quando Gertrude Stein, che conosceva bene la Duncan, seppe della sua tragica morte disse: «Affectation can be dangerous» (trad. "Certi vezzi possono risultare pericolosi"). Il suo corpo venne cremato e le sue ceneri riposano nel cimitero di Père-Lachaise a Parigi.

## La sua arte

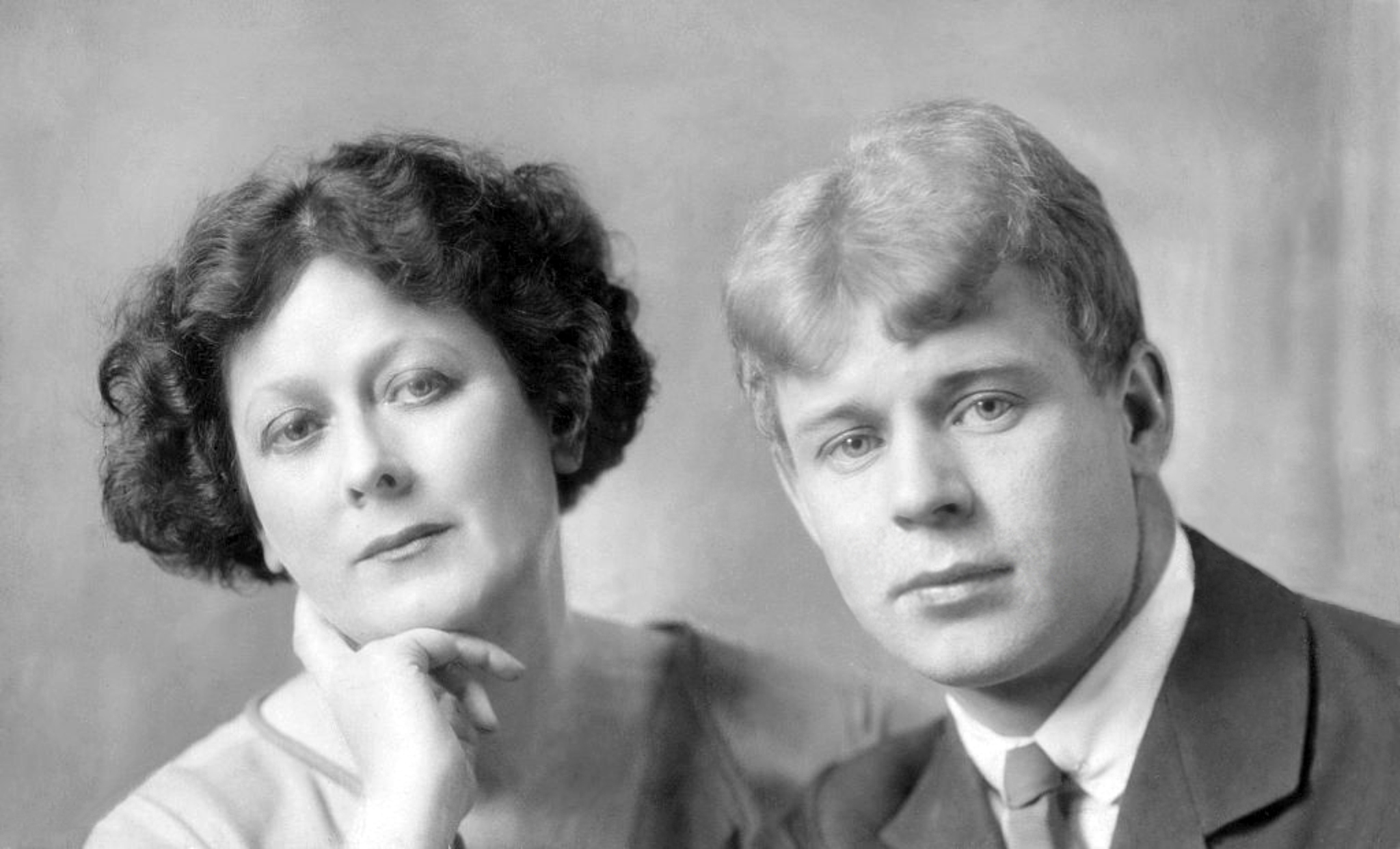
Isadora Duncan e Sergej Esenin, 1923.

Le sue prime esibizioni si svolsero negli Stati Uniti alla fine dell'Ottocento, ma non furono molto apprezzate. Nel 1900 tenne, a Londra, la prima di una lunga serie di esibizioni nel continente europeo, dove ottenne l'ammirazione di molti artisti e intellettuali dell'epoca.
Fu artefice di una radicale rottura nei confronti della danza accademica: abolì nei propri spettacoli le scarpette da punta, che considerava innaturali, e gli artificiosi costumi indossati dalle ballerine del XIX secolo, preferendo indossare abiti semplici e leggeri, che ricordavano il peplo dell'antica Grecia, e danzando a piedi nudi. Scelte che si coniugavano con l'esigenza di favorire la libertà e l'espressività dei movimenti.
Le sue "danze libere" furono interpretazioni emotive ed impressionistiche di composizioni di celebri musicisti come Fryderyk Chopin, Ludwig van Beethoven e Christoph Willibald Gluck, nelle quali il suo corpo dolce ed espressivo suppliva alla povertà di mezzi tecnici.
La Duncan desiderava fortemente creare la danza del futuro ispirandosi alla plasticità dell'arte greca, basandosi sul sentimento e sulla passione dettati dalla natura e dalla forza della musica. La sua importanza nella storia della danza è grande, sia per l'interesse che seppe suscitare nelle platee di tutto il mondo sia perché le sue idee furono rivoluzionarie per la sua epoca e costituirono per i suoi successori l'impulso per la creazione di nuove tecniche diverse da quella accademica e per una nuova concezione della danza teatrale.
Nella sua autobiografia "My life" (in italiano "La mia vita"), scrisse: " I realised that the only dance masters I could have were Jean-Jacques Rousseau ("Emile"), Walt Whitman and Nietzsche" (trad. Mi resi conto che i soli maestri di danza che potessi avere erano il J. J. Rosseau dell'Emile, Walt Whitman e Nietzsche").
Anche la compagnia dei Balletti Russi di Sergej Djaghilev ne fu influenzata notevolmente.
Sergej Djagilev e Mikhail Fokin la videro ballare per la prima volta a Pietroburgo nel 1905 e ne rimasero molto colpiti. Per la Duncan quello era un periodo di grandi successi internazionali. In seguito tornò in Russia per aprire una scuola di danza a Mosca su invito di Lenin.

## Omaggi
- Nel 1968 fu realizzato un film ispirato alla biografia della Duncan, intitolato Isadora, diretto da Karel Reisz e interpretato da Vanessa Redgrave nella parte della celeberrima danzatrice.
- Nella celebre serie di romanzi "Una Serie di sfortunati eventi" di Lemony Snicket, e nella relativa serie di Netflix, dal quinto libro "L'Austera Accademia" i tre fratelli protagonisti Baudelaire, diventano molto amici di una coppia di fratelli trigemini, Isadora e Duncan Quagmire (Pantano nella versione Italiana), le cui sventure sono molto simili a quelle occorse ai personaggi principali. Questi assumeranno sempre più rilevanza nel prosieguo della serie. I loro nomi accomunati, Isadora e Duncan, sono un omaggio dell'autore alla celebre ballerina.[6]
- Il cantautore statunitense Vic Chesnutt le dedicò una canzone contenuta nel suo disco d'esordio, Little, pubblicato nel 1990.
- Il suo nome è citato nella poesia Fever 103° (Febbre a 40°) di Sylvia Plath: "Love, love, the low smokes roll / From me like Isadora's scarves, I'm in a fright / One scarf will catch and anchor in the wheel" (vv.11-13, Collected Poems, 2002, London, Faber and Faber, p.231).

## Opere letterarie
- La mia vita, Roma, Savelli Editore, Collana Cultura Politica, 1980
- La mia vita, Roma, Dino Audino, 2003, ISBN 88-86350-82-1.
- L'arte della danza, Palermo, L'epos, 2007 (a cura di Eleonora Barbara Nomellini e Patrizia Veroli)

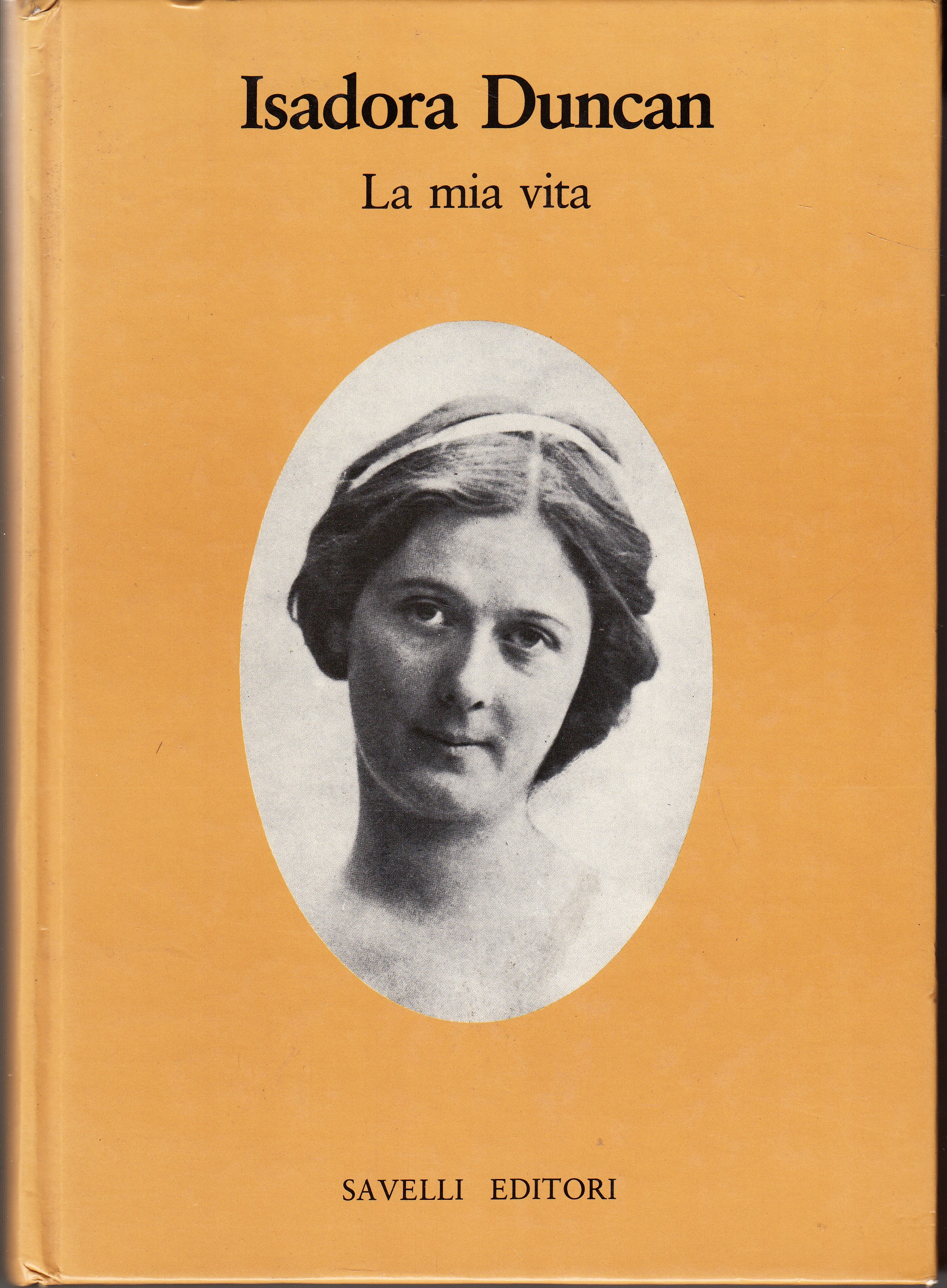